# Imigração palestiniana em Chile
A comunidade de chilenos de origem palestina, que segundo cifras estimativas soma ao redor de 500 000 pessoas, é a maior comunidade da diáspora palestina do mundo fora de Oriente Médio. Como em outros países de América  latina, aos árabes (e, em consequência, aos palestinos) de Chile se lhes chama tradicionalmente “turcos”, dado que sua nacionalidade era otomana no momento de sua imigração, que era sinônimo de turca.
De todos os cidadãos chilenos de origem árabe, os palestinos formam o grupo maior e a colónia mais numerosa de procedência asiática no país. O 95% dos palestinos que emigraram para o Chile durante o final do século XIX e começo do século XX eram cristãos, e a maior parte deles pode remontar suas origens a três localidades: Belém, Beit Yala e Beit Sahur, além de Jerusalém, Yaffa, Beit Safafa, Taibe, Yenín, Ao Jalil, entre outras.

## História

### Séculos XIX e XX
A origem da imigração palestina para o Chile remonta-se à Guerra de Crimea, na qual França, Reino Unido, Itália e o Império Otomano lutaram contra a Rússia entre 1853 e 1856, e teve auge no início do século XX. As autoridades otomanas impuseram o serviço militar obrigatório para os cristãos de seus domínios (incluindo a Palestina). Esses povos eram mandados para a linha da frente nas guerras que os otomanos travavam com outras potências cristãs, como a Primeira Guerra dos Balcãs ou a Primeira Guerra Mundial. Nessa época, milhões de pessoas estavam emigrando da Europa para as Américas. Assim, o Chile instalou agências de imigração na Alemanha, na Suíça e na França, e os palestinos se somaram a este grande deslocamento humana.
Os chegados vinham principalmente de um conjunto de três povos predominantemente cristãos que hoje fazem parte do Governorato de Belém, vindos das cidades de Beit Yala, Belém e Beit Sahour. Os primeiros imigrantes palestinos chegaram ao Chile com documentação otomana, o que fez que se lhes aplicasse o termo derrogativo de "turcos", que perdurou e foi aplicado também aos chegados após 1918, já com um passaporte britânico emitido pelas autoridades do Mandato britânico da Palestina. A religião cristã, além do clima, da flora e fauna similar ao da Palestina, tornou mais fácil o processo de assimilação dos recém chegados. Já em 1917, a comunidade palestina no Chile construiu a igreja ortodoxa de São Jorge no bairro de Recoleta. Pouco a pouco, com a situação cada vez mais dramática na Palestina e a condição crescentemente acomodada da diáspora palestina, fizeram que numerosas famílias tendessem a reunificar-se no Chile. De fato, há mais cristãos palestinos no Chile que na própria Palestina histórica.
O bairro Patronato, em Recoleta, é conhecido como o bairro palestino de Santiago, onde vivem e trabalham até hoje grande parte dos palestinos assentados no Chile. As comunidades mais numerosas encontram-se em Santiago, Talca, Vinha do Mar, Valparaíso, La Calera, Quillota, Cabildo e Linares.[carece de fontes?].
Os começos da integração árabe no Chile foram bastante difíceis, já que viram-se afetados pela xenofobia de certos setores que os consideravam imigrantes de segunda classe, por desempenhar uma atividade económica desprezada pela aristocracia chilena: o comércio ambulante. Os palestinos no Chile, apesar de suas diferenças culturais com a sociedade chilena, conseguiram se misturar e fazer parte da classe média, convertendo seus negócios ambulantes em estabelecimentos fixos e, posteriormente, chegando a controlar a indústria têxtil e as empresas da construção. Sobrenomes como Hirmas, Said, Yarur e Somar passaram a dominar o negócio têxtil no Chile. Em 1920, alguns membros da comunidade palestina em Chile criaram o Clube Desportivo Palestino, uma time de futebol que ganhou dois títulos da Primeira Divisão do Campeonato Chileno e duas Copa Chile, e que nos últimos anos se assentou na primeira divisão chilena. Em seu início, o clube contava somente com jogadores de origem palestina.
Durante seus primeiros anos na América, esta comunidade optou por casais endogâmicos, já que havia um ambiente hostil para eles. No entanto, esta situação mudou com o passar dos anos, uma vez estendeu-se a prosperidade entre os membros do coletivo e melhorou a integração social. Por exemplo, em 1970, o 70% dos casamentos já se produzia com gente exterior à comunidade. Durante os anos 40, tinham-se conseguido as primeiras representações políticas e, já nos anos 60, o nome de algumas famílias de origem palestinas, como os Yarur e os Somar, chegou a ser conhecido como sinônimo de riqueza. A segunda metade do século XX  levou consigo novas ondas de imigração palestina para o Chile, causadas pelos diferentes eventos que convulsionaram Levante, como a Guerra dos Seis Dias em 1967 (que levou consigo a ocupação israelita da zona de Belém, de onde esta comunidade é originaria), a Primeira Intifada, entre 1987 e 1993, e a Segunda Intifada, entre os anos 2000 e 2005. Ante a concorrência têxtil que supôs a emergência da economia chinesa nos anos oitenta e noventa, a comunidade palestina diversificou seus negócios aos âmbitos financeiro, imobiliário, agrícola, vinicultor, alimentar e aos meios de comunicação. Entre as empresas chileno-palestinas mais importantes destacam a corrente de shoppings Parque Arauco, propriedade da família Said, e o Banco de Crédito e Investimentos, fundado em 1937 por Juan Yarur Lolas.

### Século XXI
Em novembro de 2009, o prefeito de Estação Central, Rodrigo Delgado Mocarquer, entregou-lhe as chaves da cidade a Mahmoud Abbas, presidente da Palestina. Na ocasião, inaugurou-se o Passeio Palestina a um custado da casa consistorial da comuna, como parte da Avenida Geral Velásquez, na interseção com A Alameda.

## Organizações palestinas no Chile
A primeira organização de palestinos no Chile foi criada sob a asa da fé cristã ortodoxa, com a construção, em 1917, da Catedral Ortodoxa de São Jorge no bairro do Patronato de Santiago do Chile. Ainda hoje este setor se caracteriza por sua grande atividade comercial devido a sua alta porcentagem de palestinos.
Além disso, há o Club Deportivo Palestino, fundado em 1920.